# Pokémon: Original Series
Pokémon, A Série Original (Pokémon, A Série: O Início e Pokémon, A Série: Ouro e Prata), conhecido nos Estados Unidos como Pokémon: Original Series (Pokémon the Series: The Beginning e Pokémon the Series: Gold & Silver), conhecido no Japão como Pocket Monsters (ポケットモンスター, Poketto Monsutā, lit. "Monstros de Bolso"), é uma primeira e segunda série do anime Pokémon, que reúne as temporadas 1 a 5 deste anime, adaptado dos jogos eletrônicos Pokémon Red & Blue, Pokémon Yellow, Pokémon Gold & Silver e Pokémon Crystal, e transmitido no Japão pelo canal TV Tokyo entre 1 de abril de 1997 e 14 de novembro de 2002. Nos Estados Unidos, estreou em 8 de setembro de 1998, no Kids' WB!. No Brasil, estreou em 10 de maio de 1999, no programa Eliana & Alegria da Rede Record. Em Portugal, estreou em 2 de outubro de 1999, na SIC. Esta série narra as aventuras de Ash e Pikachu através de Kanto, Ilhas Laranja e Johto; eles estão acompanhados por Misty, Brock e Tracey Sketchit.

## Enredo
Depois que ele completa 10 anos, Ash Ketchum (Satoshi no Japão) tem permissão para começar sua jornada no mundo dos Pokémon e sonha em se tornar um mestre Pokémon. No dia em que ele receberia seu primeiro Pokémon, Ash acorda em pânico, tendo dormido demais por assistir uma batalha de Pokemón. O Professor Carvalho, o pesquisador local de Pokémon, já doou os três Pokémon iniciais de Kanto (Bulbasaur, Charmander e Squirtle) a novos Treinadores Pokémon quando Ash finalmente chega atrasado ao Laboratório de Carvalho. O único Pokémon que ele deixou é um Pikachu, que ele dá para Ash. Determinado a fazer isso em sua jornada, Ash faz o melhor para fazer amizade com Pikachu, mas ele não confia nele e se recusa a voltar para a sua Pokébola, mesmo atacando Ash com seus poderes elétricos. É só depois que Ash protege Pikachu de um grupo de Spearow irritados que Pikachu percebe o quanto Ash se preocupa com ele, levando-o a salvar Ash. Depois, ambos vêem um Pokémon misterioso e não identificável que estimula os dois a trabalharem para o objetivo de Ash.
Ao longo do caminho, Ash faz muitos amigos humanos e Pokémon enquanto ele trabalha no ranque das muitas Ligas Pokémon do mundo. Através da região de Kanto, Ash faz amizade com a treinadora de Pokémon de água e antiga Líder de Ginásio da Cidade de Cerulean, Misty Willams (Kasumi), e o Líder de Ginásio da Cidade de Pewter, Brock Harrison (Takeshi) e durante todo o tempo frustrando os planos do trio Jessie, James e Meowth, e enquanto lida com seu rival de infância, Gary Carvalho, neto do Professor Carvalho, que também é treinador de Pokémon e sempre se mantém à frente dele. Quando o grupo viaja ao sul para as Ilhas Laranja, Brock decide ficar com o professora local, Ivy, deixando Ash e Misty para continuar viajando juntos. Depois de um tempo, eles se encontram e começam a viajar com o Observador de Pokémon e artista Tracey Sketchit (Kenji). Quando chegam a Cidade de Pallet, em Kanto, Tracey decide ficar com o professor Carvalho e Brock se junta ao grupo. Com esta notícia, o trio viajam a oeste a caminho da região de Johto. Em Johto, Ash compete na Liga Pokémon local.

## Personagens
| Personagens                                  | Tipo                  |
| -------------------------------------------- | --------------------- |
| Ash Ketchum                                  | Principal             |
| Pikachu                                      | Principal             |
| Brock Harrison                               | Principal             |
| Tracey Sketchit                              | Principal             |
| Jessie                                       | Antagonista Principal |
| James                                        | Antagonista Principal |
| Meowth                                       | Antagonista Principal |
| Delia Ketchum                                | Secundário            |
| Prof. Carvalho (Brasil) ou Oak (Portugal)    | Secundário            |
| Gary Carvalho (Brasil) ou Oak (Portugal)     | Secundário            |
| Enfermeira Joy                               | Secundário            |
| Policial (Brasil) ou Agente (Portugal) Jenny | Secundário            |
| Snap/Todd                                    | Secundário            |
| Duplica                                      | Secundário            |
| Ritchie                                      | Secundário            |
| Casey                                        | Secundário            |
| Vicent/Jackcson                              | Secundário            |
| Harrison                                     | Secundário            |
| Jackson                                      | Secundário            |
| Eusine                                       | Secundário            |
| Sakura                                       | Secundário            |

## Temporadas

### Japão
No Japão, a série é dividido por 3 temporadas:
| Título no Japão | Episódios | Datas de exibição                              |
| --- | --------- | ---------------------------------------------- |
| Pocket Monsters (ポケットモンスター, Poketto Monsutā, lit. Monstros de Bolso)                                                                                  | 82        | 1º de abril de 1997 – 21 de janeiro de 1999    |
| Pocket Monsters: Episode Orange Islands (ポケットモンスター オレンジ諸島編, Poketto Monsutā: Orenji Shotō-hen, lit. Monstros de Bolso: Episódio Ilhas Laranja) | 36        | 28 de janeiro de 1999 – 7 de outubro de 1999   |
| Pocket Monsters: Episode Gold & Silver (ポケットモンスター 金銀編, Poketto Monsutā: Kingin-hen, lit. Monstros de Bolso: Episódio Ouro e Prata)                 | 158       | 14 de outubro de 1999 – 14 de novembro de 2002 |

### Estados Unidos, Brasil e Portugal
Nos Estados Unidos, Brasil e Portugal, a série é dividido por 5 temporadas:
| Temporadas | Título                                            | Episódios | Datas de exibição                                | Datas de exibição                             | Datas de exibição                            |
| Temporadas | Título                                            | Episódios | Estados Unidos                                   | Brasil                                        | Portugal                                     |
| ---------- | ------------------------------------------------- | --------- | ------------------------------------------------ | --------------------------------------------- | -------------------------------------------- |
| 1ª         | Liga Índigo (Brasil) ou Liga Indigo (Portugal)    | 83        | 8 de setembro de 1999 – 27 de novembro de 1999   | 10 de maio de 1999 – 14 de março de 2000      | 2 de outubro de 1999 – 1 de julho de 2000    |
| 2ª         | Aventuras nas Ilhas Laranja                       | 35        | 4 de dezembro de 1999 – 14 de outubro de 2000    | 15 de março de 2000 – 15 de janeiro de 2001   | 2 de julho de 2000 – 6 de maio de 2001       |
| 3ª         | A Jornada Johto (Brasil) ou Liga Johto (Portugal) | 41        | 14 de outubro de de 2000 – 25 de outubro de 2003 | 16 de janeiro de 2001 – 10 de julho de 2001   | 12 de maio de 2001 – 29 de março de 2002     |
| 4ª         | Campeões da Liga Johto                            | 52        | 12 de março de 2002 – 2 de outubro de 2002       | 1 de janeiro de 2002 – 30 de dezembro de 2002 | 30 de março de 2002 – 22 de setembro de 2002 |
| 5ª         | Master Quest                                      | 65        | 25 de agosto de 2003 – 7 de junho de 2004        | 1 de janeiro de 2003 – 20 de janeiro de 2004  | 29 de julho de 2003 – 24 de outubro de 2003  |

## Episódios

### A Série: O Início

#### 1ª Temporada: Pokémon: Liga Índigo
Pokémon: Indigo League é a primeira temporada da série de anime Pokémon e a temporada inicial da Série Original no Ocidente.
A temporada começou nos Estados Unidos em 8 de setembro de 1998, com o episódio "Pokémon, I Choose You!". Os primeiros 40 episódios foram exibidos em distribuição até a Kids' WB! assumiu a temporada em 13 de fevereiro de 1999, começando com o episódio "The Problem with Paras". A primeira temporada teve 80 episódios e foi concluída com o episódio "Friends to the End" em 27 de outubro de 1999.
| # (série) | # (temporada) | Título nos Estados Unidos Título no Japão | Título em português                                                          | Datas de exibição      | Datas de exibição                       |
| # (série) | # (temporada) | Título nos Estados Unidos Título no Japão | Título em português                                                          | Japão                  | Brasil · Portugal                       |
| --------- | ------------- | --- | ---------------------------------------------------------------------------- | ---------------------- | --------------------------------------- |
| 1         | 1             | "Pokémon, I Choose You! / Pokémon! I Choose You!" "Pokemon! Kimi ni Kimeta! (ポケモン! きみにきめた!)"                                           | Pokémon, Eu Escolho Você! Pokémon, Escolho-te a Ti!                          | 1 de abril de 1997     | 10 de maio de 1999 2 de outubro de 1999 |
| 2         | 2             | "Pokémon Emergency! / Showdown! Pokémon Center!" "Taiketsu! Pokemon Sentā! (たいけつ! ポケモンセンター!)"                                        | Emergência Pokémon! Pokémon, Eu Escolho-te a Ti                              | 8 de abril de 1997     | TDA                                     |
| 3         | 3             | "Ash Catches a Pokémon / I'll get you, Pokémon!" "Pokemon Getto Da Ze! (ポケモン ゲットだぜ！)"                                                  | Ash Pega Um Pokémon Ash Captura um Pokémon                                   | 15 de abril de 1997    | TDA                                     |
| 4         | 4             | "Challenge of the Samurai / Challenge of the Young Boy Samurai!" "Samurai Shōnen no Chōsen! (サムライしょうねんのちょうせん!)"                   | O Desafio do Samurai                                                         | 22 de abril de 1997    | TDA                                     |
| 5         | 5             | "Showdown in Pewter City / Battle of Nibi Gym!" "Nibi Jimu no Tatakai! (ニビジムのたたかい!)"                                                    | Exibição no Ginásio de Pewter Confronto na Cidade de Pewter                  | 29 de abril de 1997    | TDA                                     |
| 6         | 6             | "Clefairy and the Moon Stone / Pippi and the Moon Stone" "Pippi to Tsuki no Ishi (ピッピとつきのいし)"                                           | Clefairy e a Pedra da Lua                                                    | 6 de maio de 1997      | TDA                                     |
| 7         | 7             | "The Water Flowers of Cerulean City / The Underwater Flowers of Hanada City" "Hanada Shiti no Suichūka (ハナダシティのすいちゅうか)"             | As Flores Aquáticas da Cidade de Cerulean As Nadadoras na Cidade de Cerulean | 13 de maio de 1997     | TDA                                     |
| 8         | 8             | "The Path to the Pokémon League / The Road to the Pokémon League" "Pokemon Rīgu e no Michi (ポケモンリーグへのみち)"                             | O Caminho para a Liga Pokémon                                                | 20 de maio de 1997     | TDA                                     |
| 9         | 9             | "The School of Hard Knocks / Pokémon Certain Victory Manual" "Pokemon Hisshō Manyuaru (ポケモンひっしょうマニュアル)"                            | A Escola dos Golpes Duros A Escola das Provações                             | 27 de maio de 1997     | TDA                                     |
| 10        | 10            | "Bulbasaur and the Hidden Village / Fushigidane of the Hidden Village" "Kakurezato no Fushigidane (かくれざとのフシギダネ)"                      | Bulbasaur e a Vila Escondida Bulbasaur e a Aldeia Escondida                  | 3 de junho de 1997     | TDA                                     |
| 11        | 11            | "Charmander – The Stray Pokémon / The Stray Pokémon – Hitokage" "Hagure Pokemon, Hitokage (はぐれポケモン・ヒトカゲ)"                            | Charmander, o Pokémon Perdido Charmander, o Pokémon Extraviado               | 10 de junho de 1997    | TDA                                     |
| 12        | 12            | "Here Comes the Squirtle Squad / The Zenigame Squad Appears!" "Zenigame-gundan Tōjō! (ゼニガメぐんだんとうじょう!)"                              | Aí vem o Esquadrão Squirtle Aqui vem o Pelotão do Squirtle                   | 17 de junho de 1997    | TDA                                     |
| 13        | 13            | "Mystery at the Lighthouse / Masaki's Lighthouse" "Masaki no Tōdai (マサキのとうだい)"                                                           | Mistério no Farol                                                            | 24 de junho de 1997    | TDA                                     |
| 14        | 14            | "Electric Shock Showdown / Electric Shock Showdown! Kuchiba Gym" "Dengeki Taiketsu! Kuchiba Jimu (でんげきたいけつ! クチバジム)"                 | A Exibição do Choque Elétrico Confronto Eléctrico                            | 1 de julho de 1997     | TDA                                     |
| 15        | 15            | "Battle Aboard the St. Anne / The St. Anne Battle!" "Santo Annu-gō no Tatakai! (サントアンヌごうのたたかい!)"                                    | Batalha a bordo do St. Anne Batalha a Bordo do St.ª Ana                      | 8 de julho de 1997     | TDA                                     |
| 16        | 16            | "Pokémon Shipwreck / Pokémon Adrift" "Pokemon Hyōryūki (ポケモンひょうりゅうき)"                                                                 | Naufrágio Pokémon Naufrágio de Pokémon                                       | 15 de julho de 1997    | TDA                                     |
| 17        | 17            | "Island of the Giant Pokémon / Island of the Gigantic Pokémon!?" "Kyodai Pokemon no Shima!? (きょだいポケモンのしま!?)"                          | A Ilha dos Pokémons Gigantes                                                 | 22 de julho de 1997    | TDA                                     |
| 18        | 18            | "Beauty and the Beach / Holiday at Aopulco" "Aopuruko no Kyūjitsu (アオプルコのきゅうじつ)"                                                      | "Beleza e Praia" (Férias em Acapulco)                                        | 29 de julho de 1997    | TDA                                     |
| 19        | 19            | "Tentacool & Tentacruel / Menokurage, Dokukurage" "Menokurage Dokukurage (メノクラゲドククラゲ)"                                                 | Tentacool e Tentacruel                                                       | 5 de agosto de 1997    | TDA                                     |
| 20        | 20            | "The Ghost of Maiden's Peak / Ghost Pokémon and the Summer Festival" "Yūrei Pokemon to Natsumatsuri (ゆうれいポケモンとなつまつり)"              | O Fantasma do Pico da Donzela                                                | 12 de agosto de 1997   | TDA                                     |
| 21        | 21            | "Bye Bye Butterfree / Bye Bye Butterfree" "Bai Bai Batafurī (バイバイバタフリー)"                                                                | Adeus Butterfree                                                             | 19 de agosto de 1997   | TDA                                     |
| 22        | 22            | "Abra and the Psychic Showdown (Part 1) / Casey! Psychic Showdown!" "Kēshii! Chōnōryoku Taiketsu! (ケーシィ! ちょうのうりょくたいけつ!)"         | Abra e o Show de Paranormais! Abra e o Espectáculo Psíquico                  | 26 de agosto de 1997   | TDA                                     |
| 23        | 23            | "The Tower of Terror (Part 2) / Got It at the Pokémon Tower!" "Pokemon Tawā de Getto da ze! (ポケモンタワーでゲットだぜ!)"                       | A Torre do Terror                                                            | 2 de setembro de 1997  | TDA                                     |
| 24        | 24            | "Haunter vs. Kadabra (Part 3) / Ghost vs. Esper!" "Gōsuto Tai Esupā! (ゴーストVSエスパー!)"                                                      | Haunter versus Kadabra Hauter contra Kadabra                                 | 9 de setembro de 1997  | TDA                                     |
| 25        | 25            | "Primeape Goes Bananas / Don't Get Angry, Okorizaru!" "Okoranai de ne Okorizaru! (おこらないでねオコリザル!)"                                    | Primeape Endoidece Primeape fica Maluco                                      | 16 de setembro de 1997 | TDA                                     |
| 26        | 26            | "Pokémon Scent-sation! / Erika and Kusaihana" "Erika to Kusaihana (エリカとクサイハナ)"                                                          | Perfume de Pokémon A Sensação Pokémon                                        | 23 de setembro de 1997 | TDA                                     |
| 27        | 27            | "Hypno's Naptime / Sleeper and Pokémon Hypnotism!?" "Surīpā to Pokemon Gaeri! (スリーパーとポケモンがえり!?)"                                    | Soneca Hipnótica Hora da Sesta do Hypno                                      | 30 de setembro de 1997 | TDA                                     |
| 28        | 28            | "Pokémon Fashion Flash / Rokon! Breeder Showdown!" "Rokon! Burīdā Taiketsu! (ロコン! ブリーダーたいけつ!)"                                       | Na Moda dos Pokémon Última Moda Pokémon                                      | 7 de outubro de 1997   | TDA                                     |
| 29        | 29            | "The Punchy Pokémon / Fighting Pokémon! Huge Battle!" "Kakutō Pokemon! Dai Batoru! (かくとうポケモン! だいバトル!)"                              | O Pokémon Lutador                                                            | 14 de outubro de 1997  | TDA                                     |
| 30        | 30            | "Sparks Fly for Magnemite / Do Coil Dream of Electric Mice!?" "Koiru wa Denki Nezumi no Yume o Miru ka!? (コイルはでんきネズミのユメをみるか!?)" | Faíscas voam pelo Magnemite                                                  | 21 de outubro de 1997  | TDA                                     |
| 31        | 31            | "Dig Those Diglett! / Full of Digda!" "Diguda ga Ippai (ディグダがいっぱい!)"                                                                    | Em busca dos Digletts Escavem esse Diglett                                   | 28 de outubro de 1997  | TDA                                     |
| 32        | 32            | "The Ninja-Poké Showdown / Sekichiku Ninja Showdown!" "Sekichiku Ninja Taiketsu! (セキチクにんじゃたいけつ!)"                                    | Os Poderes do Poké-Ninja O Confronto do Pokémon Ninja                        | 4 de novembro de 1997  | TDA                                     |
| 33        | 33            | "The Flame Pokémon-athon! / The Big Fire Pokémon Race!" "Honō no Pokemon Dai Rēsu! (ほのおのポケモンだいレース!)"                                | A Corrida Pokémon A Maratona dos Pokémons Chama                              | 11 de novembro de 1997 | TDA                                     |
| 34        | 34            | "The Kangaskhan Kid / Garura's Lullaby" "Garūra no Komoriuta (ガルーラのこもりうた)"                                                             | O Filho do Kangaskhan O Rapaz Kangaskhan                                     | 18 de novembro de 1997 | TDA                                     |
| 35        | 35            | "The Legend of Dratini" "Miniryū no Densetsu (ミニリュウのでんせつ)"                                                                             | A lenda de Dratini                                                           | 25 de novembro de 1997 | TDA                                     |
| 36        | 36            | "The Bridge Bike Gang / Stormy Cycling Road" "Arashi no Saikuringu Rōdo (あらしのサイクリングロード)"                                            | A Gangue das Bicicletas O Gangue dos Motoqueiros da Ponte                    | 2 de dezembro de 1997  | TDA                                     |
| 37        | 37            | "Ditto's Mysterious Mansion / Metamon and the Copycat Girl" "Metamon to Monomane Musume (メタモンとものまねむすめ)"                              | A Mansão Misteriosa do Ditto                                                 | 9 de dezembro de 1997  | TDA                                     |
| 38        | 38            | "Cyber Soldier Porygon" "Dennō Senshi Porigon (でんのうせんしポリゴン)"                                                                          | Porygon, O Soldado Elétrico                                                  | 16 de dezembro de 1997 | TDA                                     |
| 39        | 39            | "Pikachu's Goodbye / Forest of Pikachu" "Pikachū no Mori (ピカチュウのもり)"                                                                     | O Adeus do Pikachu A Despedida do Pikachu                                    | 16 de abril de 1998    | TDA                                     |
| 40        | 40            | "The Battling Eevee Brothers / The 4 Eievui Brothers" "Ībui Yon Kyōdai (イーブイ4きょうだい)"                                                    | Irmãos da Pesada Os Irmãos Batalhadores Eevee                                | 16 de abril de 1998    | TDA                                     |
| 41        | 41            | "Wake Up Snorlax! / Wake Up! Kabigon!" "Okiro! Kabigon! (おきろ! カビゴン!)"                                                                     | Acorde, Snorlax Acorda Snorlax!                                              | 23 de abril de 1998    | TDA                                     |
| 42        | 42            | "Showdown at Dark City / Showdown! Pokémon Gym!" "Taiketsu! Pokemon Jimu! (たいけつ! ポケモンジム!)"                                             | Duelo na Cidade Sombria Confronto em Dark City                               | 30 de abril de 1998    | TDA                                     |
| 43        | 43            | "The March of the Exeggutor Squad / The Huge March of the Nassy Squad!" "Nasshī Gundan Daikōshin! (ナッシーぐんだんだいこうしん!)"               | A Marcha dos Exeggutors A Marcha do Pelotão Exeggutor                        | 7 de maio de 1998      | TDA                                     |
| 44        | 44            | "The Problem with Paras / Paras and Parasect" "Parasu to Parasekuto (パラスとパラセクト)"                                                        | O Problema Com Paras O Problema com Paras                                    | 14 de maio de 1998     | TDA                                     |
| 45        | 45            | "The Song of Jigglypuff / Sing! Purin!" "Utatte! Purin! (うたって! プリン!)"                                                                     | A Canção do Jigglypuff                                                       | 21 de maio de 1998     | TDA                                     |
| 46        | 46            | "Attack of the Prehistoric Pokémon / Resurrected!? Fossil Pokémon!" "Fukkatsu!? Kaseki Pokemon! (ふっかつ!? かせきポケモン!)"                    | O Ataque dos Pokémon Pré-históricos Ataque do Pokémon Pré-Histórico          | 28 de maio de 1998     | TDA                                     |
| 47        | 47            | "A Chansey Operation / Lucky's Clinical Records" "Rakkī no Karute (ラッキーのカルテ)"                                                            | Uma Operação Chansey Uma Operação Arriscada                                  | 4 de junho de 1998     | TDA                                     |
| 48        | 48            | "Holy Matrimony! / Gardie and Kojirou" "Gādi to Kojirō (ガーディとコジロウ)"                                                                     | Sagrado Matrimônio Santo Matrimónio                                          | 11 de junho de 1998    | TDA                                     |
| 49        | 49            | "So Near, Yet So Farfetch'd / Kamonegi's Easy Mark" "Kamonegi no Kamo (カモネギのカモ)"                                                          | O Pokémon Farfetch'd Tão Perto está o Farfetch'd                             | 18 de junho de 1998    | TDA                                     |
| 50        | 50            | "Who Gets to Keep Togepi? / Whose Is Togepy!?" "Togepī wa Dare no Mono!? (トゲピーはだれのもの!?)"                                               | Quem vai ficar com Togepi? Quem fica com o Togepi?                           | 25 de junho de 1998    | TDA                                     |
| 51        | 51            | "Bulbasaur's Mysterious Garden / Fushigidane's Mysterious Flower Garden" "Fushigidane no Fushigi na Hanazono (フシギダネのふしぎのはなぞの)"     | O Jardim Misterioso dos Bulbasaur O Jardim Misterioso do Bulbasaur           | 2 de julho de 1998     | TDA                                     |
| 52        | 52            | "The Case of the K-9 Caper! / Gardie the Police Dog" "Keisatsuken Gādi (けいさつけんガーディ)"                                                   | A Unidade Canina O Caso K-9                                                  | 16 de julho de 1998    | TDA                                     |
| 53        | 53            | "Pokémon Paparazzi / Shutter Chance Pikachu" "Shattā Chansu wa Pikachū (シャッターチャンスはピカチュウ)"                                         | Fotógrafo Pokémon Pokémon Paparazzi                                          | 23 de julho de 1998    | TDA                                     |
| 54        | 54            | "The Ultimate Test / Pokémon League Certification Test!?" "Pokemon Rīgu Kenteishiken!? (ポケモンけんていしけん!?)"                               | O Teste Final O Teste Derradeiro                                             | 30 de julho de 1998    | TDA                                     |
| 55        | 55            | "The Breeding Center Secret / The Secret of the Breeding Center!" "Sodate-ya no Himitsu! (そだてやのひみつ!)"                                    | O Segredo do Centro de Criação! O Segredo do Centro de Criação               | 6 de agosto de 1998    | TDA                                     |
| 56        | 56            | "Princess vs. Princess / Fierce Fighting! Pokémon Girls' Festival" "Gekitō! Pokemon Hinamatsuri (げきとう! ポケモンひなまつり)"                  | Princesa Contra Princesa Princesa contra Princesa                            | 9 de julho de 1998     | TDA                                     |
| 57        | 57            | "The Purr-fect Hero / It's Children's Day! Everyone Come Together!" "Kodomo no Hi da yo! Zen'in Shūgō! (こどものひだよ! ぜんいんしゅうごう!)"    | O Herói Perfeito O Herói Purr-feito                                          | 9 de julho de 1998     | TDA                                     |
| 58        | 58            | "Riddle Me This / Burn! Guren Gym" "Moero! Guren Jimu! (もえろ! グレンジム!)"                                                                    | E Tome Charada! Adivinhem Lá!                                                | 13 de agosto de 1998   | TDA                                     |
| 59        | 59            | "Volcanic Panic / Decisive Battle! Guren Gym!" "Kessen! Guren Jimu! (けっせん! グレンジム!)"                                                     | Pânico no Vulcão Pânico Vulcânico                                            | 20 de agosto de 1998   | TDA                                     |
| 60        | 60            | "Beach Blank-Out Blastoise / Kamex's Island" "Kamekkusu no Shima (カメックスのしま)"                                                             | Desmaios na Praia do Blastoise Blastoise na Praia                            | 27 de agosto de 1998   | TDA                                     |
| 61        | 61            | "The Misty Mermaid / Hanada Gym! Underwater Battle!" "Hanada Jimu! Suichū no Tatakai! (ハナダジム! すいちゅうのたたかい!)"                       | A Sereia Misty                                                               | 3 de setembro de 1998  | TDA                                     |
| 62        | 62            | "Clefairy Tales / Pippi vs. Purin" "Pippi Tai Purin (ピッピVSプリン)"                                                                            | Contos Clefairy Lendas da Clefairy                                           | 10 de setembro de 1998 | TDA                                     |
| 63        | 63            | "The Battle of the Badge / Tokiwa Gym! The Last Badge!" "Tokiwa Jimu! Saigo no Bajji! (トキワジム! さいごのバッジ!)"                             | A Batalha da Insígnia A Batalha p'lo Crachá                                  | 17 de setembro de 1998 | TDA                                     |
| 64        | 64            | "It's Mr. Mime Time! / Barrierd of the Pokémon Circus" "Pokemon Sākasu no Bariyādo (ポケモンサーカスのバリヤード)"                               | A Hora do Mr. Mime É a Hora do Mr. Mime                                      | 24 de setembro de 1998 | TDA                                     |
| 65        | 65            | "Holiday Hi-Jynx / Rougela's Christmas" "Rūjura no Kurisumasu (ルージュラのクリスマス)"                                                          | Feriado à La Jynx Hi-Jynx Natalício                                          | 5 de outubro de 1998   | TDA                                     |
| 66        | 66            | "Snow Way Out / Iwark as a Bivouac" "Iwāku de Bibāku (イワークでビバーク)"                                                                       | Perdidos na Neve Uma Aventura Gelada                                         | 5 de outubro de 1998   | TDA                                     |
| 67        | 67            | "Showdown at the Po-ké Corral / Rival Showdown! Ōkido Laboratory" "Raibaru Taiketsu! Ōkido Kenkyūjo (ライバルたいけつ! オーキドけんきゅうじょ)"  | Batalha no Poké-Curral Espectáculo no Poké-Curral                            | 8 de outubro de 1998   | TDA                                     |
| 68        | 68            | "The Evolution Solution / When Yadon Becomes Yadoran" "Yadon ga Yadoran ni naru Toki (ヤドンがヤドランになるとき)"                               | A Solução da Evolução                                                        | 15 de outubro de 1998  | TDA                                     |
| 69        | 69            | "The Pi-Kahuna / Legend of the Surfing Pikachu" "Naminori Pikachū no Densetsu (なみのりピカチュウのでんせつ)"                                    | O Pika-Huna O Pi-kahuna                                                      | 22 de outubro de 1998  | TDA                                     |
| 70        | 70            | "Make Room for Gloom / Kusaihana of Botanical Garden" "Shokubutsuen no Kusaihana (しょくぶつえんのクサイハナ)"                                   | A Hora do Gloom Abram Alas para o Gloom                                      | 29 de outubro de 1998  | TDA                                     |
| 71        | 71            | "Lights, Camera, Quack-tion! / Pokémon the Movie!" "Pokemon za Mūbī! (ポケモン・ザ・ムービー!)"                                                  | Luz, Câmera, Quack-Ação Luzes, Câmera, Quack-ção                             | 5 de novembro de 1998  | TDA                                     |
| 72        | 72            | "Go West, Young Meowth / Nyarth's A-I-U-E-O" "Nyāsu no Aiueo (ニャースのあいうえお)"                                                             | Vá para Hollywood, Meowth! Vai para o Oeste Jovem Meowth                     | 12 de novembro de 1998 | TDA                                     |
| 73        | 73            | "To Master the Onixpected! / Elite Four Shiba Appears!" "Shitennō Shiba Tōjō! (してんのうシバとうじょう!)"                                       | Domando um Onix Pirado Dominar o Onixesperado                                | 19 de novembro de 1998 | TDA                                     |
| 74        | 74            | "The Ancient Puzzle of Pokémopolis / Clash! Super-Ancient Pokémon" "Gekitotsu! Chō Kodai Pokemon (げきとつ! ちょうこだいポケモン)"               | O Antigo Quebra-Cabeça de Pokémopolis O Antigo Puzzle de Pokemopólis         | 26 de novembro de 1998 | TDA                                     |
| 75        | 75            | "Bad to the Bone! / Garagara's Bone Club" "Garagara no Hone Konbō (ガラガラのホネこんぼう)"                                                      | Osso Duro de Roer Ruim Até aos Ossos                                         | 3 de dezembro de 1998  | TDA                                     |
| 76        | 76            | "All Fired Up! / Fire! The Pokémon League Opening Ceremony!" "Faiyā! Pokemon Rīgu Kaikaishiki! (ファイヤー! ポケモンリーグかいかいしき!)"        | No Maior Fogo Todo Entusiasmado                                              | 10 de dezembro de 1998 | TDA                                     |
| 77        | 77            | "Round One: Begin! / Pokémon League Begins! Water Field!" "Pokemon Rīgu Kaimaku! Mizu no Fīrudo! (ポケモンリーグかいまく! みずのフィールド!)"    | Começa o Primeiro Round Primeiro Assalto -- Começar                          | 17 de dezembro de 1998 | TDA                                     |
| 78        | 78            | "Fire and Ice / Ice Field! Blazing Battle!" "Kōri no Fīrudo! Honō no Tatakai! (こおりのフィールド! ほのおのたたかい!)"                           | Fogo e Gelo                                                                  | 24 de dezembro de 1998 | TDA                                     |
| 79        | 79            | "The Fourth Round Rumble / Grass Field! Unexpected Rival!" "Kusa no Fīrudo! Igai na Kyōteki! (くさのフィールド! いがいなきょうてき!)"            | O Difícil Quarto Turno O Quarto Assalto                                      | 1 de janeiro de 1999   | TDA                                     |
| 80        | 80            | "A Friend in Deed / Rival Appears!" "Raibaru Tōjō! (ライバルとうじょう!)"                                                                        | Amigo de Verdade Um Amigo Verdadeiro                                         | 7 de janeiro de 1999   | TDA                                     |
| 81        | 81            | "Friend and Foe Alike / Sekiei Stadium! Vs. Hiroshi!" "Sekiei Sutajiamu! Tai Hiroshi! (セキエイスタジアム! VS ヒロシ!)"                          | Amigo e Inimigo Amigos e Inimigos                                            | 14 de janeiro de 1999  | TDA                                     |
| 82        | 82            | "Friends to the End / Pokémon League! Final Battle!" "Pokemon Rīgu! Saigo no Tatakai! (ポケモンリーグ! さいごのたたかい!)"                       | Amigos até o Fim Amigos Até ao Fim                                           | 21 de janeiro de 1999  | 20 de julho de 1999 1 de julho de 2000  |

#### 2ª Temporada: Pokémon: Aventuras nas Ilhas Laranja
Pokémon: The Adventures in the Orange Islands é a segunda temporada da série de anime Pokémon no Ocidente.
Nos Estados Unidos, o primeiro episódio de "Pallet Party Panic" foi ao ar uma semana após o fim da temporada da Indigo League, em 4 de dezembro de 1999. A temporada começou de fato em 8 de janeiro de 2000, com o episódio "A Scare in the Air". A segunda temporada teve 36 episódios e terminou com o episódio "The Rivalry Revival" em 14 de outubro de 2000.
| # (série) | # (temporada) | Título no Japão Título nos Estados Unidos Título no Brasil                                                                                 |
| --------- | ------------- | --- |
| 083       | 01            | マサラタウン！あらたなるたびだち！ Masara Town! Setting Off on a New Journey! Pallet Party Panic Uma Festa de Arromba!                     |
| 084       | 02            | ひこうせんはふこうせん！？ Blimp Accident!? A Scare in the Air Susto no Ar!                                                                |
| 085       | 03            | なんごくポケモンとＧＳボール Southern Pokémon and the GS Ball Poké Ball Peril A Pokébola Misteriosa!                                       |
| 086       | 04            | ラプラスをたすけろ！ Save Laplace! The Lost Lapras O Lapras Perdido!                                                                       |
| 087       | 05            | オレンジリーグ！ナツカンジム！ Orange League! Natsukan Gym! Fit to be Tide Maré de Sorte!                                                  |
| 088       | 06            | きえたポケモンたちのナゾ！ The Mystery of the Missing Pokémon! Pikachu Re-Volts A Revolta do Pikachu!                                      |
| 089       | 07            | クリスタルのイワーク The Crystal Iwark The Crystal Onix O Onix de Cristal!                                                                 |
| 090       | 08            | ピンクのポケモンじま The Island of Pink Pokémon In the Pink Tudo Rosa!                                                                     |
| 091       | 09            | カブトのかせきのひみつ！ The Secret of the Kabuto Fossils! Shell Shock! A Revolta dos Fósseis!                                             |
| 092       | 10            | おどる！ポケモンショーボート！ Dance! Pokémon Showboat! Stage Fight! Uma Briga Teatral!                                                    |
| 093       | 11            | さよならコダック！またきてゴルダック？ Goodbye Koduck! Come Again Golduck? Bye Bye Psyduck Adeus Psyduck!                                  |
| 094       | 12            | セイリングジョーイ！あらなみをこえて！ Sailing Joy! Cross the Raging Waves! The Joy of Pokémon Enfermeira de Pokémon!                      |
| 095       | 13            | ネーブルジム！ゆきやまのたたかい！ Navel Gym! Snowy Mountain Battle! Navel Maneuvers Manobras Radicais!                                    |
| 096       | 14            | おおぐいカビゴン！だいパニック！ Gluttonous Kabigon! Huge Panic! Snack Attack Fome de Snorlax!                                             |
| 097       | 15            | ゆうれいせんとゆうれいポケモン！ Ghost Ship and Ghost Pokémon! A Shipful of Shivers Fantasmas Camaradas!                                   |
| 098       | 16            | おニャースさまのしま！？ Lord Nyarth's Island!? Meowth Rules! O Rei Meowth!                                                                |
| 099       | 17            | ストライクせんしのほこり The Strike Soldier's Pride Tracey Gets Bugged Um Novo Amigo Para o Tracey!                                        |
| 100       | 18            | みなみのしまだよぜんいんしゅうごう！ It's a Southern Island! Everyone Assemble! A Way Off Day Off Mas Que Dia!                             |
| 101       | 19            | してんのうカンナ！こおりのたたかい！！ Kanna of The Big Four! Ice Battle!! The Mandarin Island Miss Match Batalha Errada na Ilha Mandarim! |
| 102       | 20            | ニドランのこいものがたり Nidoran's Love Story Wherefore Art Thou, Pokémon? Onde Estás Pokémon?!                                            |
| 103       | 21            | だいへいげんのコイルたち！ Coil on the Prairie! Get Along, Little Pokémon Vai Nessa Pokémon!                                               |
| 104       | 22            | ちかどうのかいぶつ！？ Monster in the Sewers!? The Mystery Menace A Ameaça Misteriosa!                                                     |
| 105       | 23            | ユズジム！タイプバトル３VS３！！ Yuzu Gym! Type Battle 3 VS 3!! Misty Meets Her Match Misty Encontra um Par!                               |
| 106       | 24            | ピカチュウＶＳニャース！？ Pikachu VS Nyarth!? Bound For Trouble Arranjando Encrenca!                                                      |
| 107       | 25            | リザードン！きみにきめた！！ Lizardon! I Choose You!! Charizard Chills Fica Frio Charizard!                                                |
| 108       | 26            | ひけしたいけつ！ゼニガメＶＳカメール Firefighting Showdown! Zenigame VS Kameil The Pokémon Water War A Guerra de Água Pokémon!             |
| 109       | 27            | もえよ！カビゴン！！ Burn! Kabigon!! Pokémon Food Fight! A Batalha Pela Comida Pokémon!                                                    |
| 110       | 28            | タッグバトル！さいごのジム！！ Tag Battle! The Final Gym!! Pokémon Double Trouble Pokémon, Encrenca em Dobro!                              |
| 111       | 29            | コイキング！しんかのひみつ！！ Koiking! The Secret of Evolution!! The Wacky Watcher! O Observador Maluco!                                  |
| 112       | 30            | ニョロモとカスミ Nyoromo and Kasumi The Stun Spore Detour O Caso dos Esporos Paralizantes!                                                 |
| 113       | 31            | ウィナーズカップ！フルバトル６ＶＳ６！！ Winner's Cup! Full Battle 6 VS 6!! Hello, Pummelo! Alô Pumello!                                   |
| 114       | 32            | ファイナルバトル！カイリューとうじょう！！ Final Battle! Enter Kairyu!! Enter The Dragonite Que Venha o Dragonite!                         |
| 115       | 33            | さよならラプラス！ Goodbye Laplace! Viva Las Lapras Viva Las Lapras!                                                                       |
| 116       | 34            | マルマインだいばくは！？ Big Marumine Explosion!? The Underground Round Up O Rodeio Subterrâneo!                                           |
| 117       | 35            | かえってきたマサラタウン！ Back in Masara Town! A Tent Situation O Circo Está Armado!                                                      |
| 118       | 36            | ライバルたいけつ！サトシＶＳシゲル！！ Rival Showdown! Satoshi VS Shigeru!! The Rivalry Revival Revivendo as Rivalidades!                  |

### A Série: Ouro e Prata

#### 3ª Temporada: Pokémon: A Jornada Johto
Pokémon: The Johto Journeys é a terceira temporada da série de anime Pokémon no Ocidente.
A temporada começou no Kids' WB! nos Estados Unidos em 14 de outubro de 2000, com o episódio "Don't Touch That 'dile". A terceira temporada teve 41 episódios e foi concluída com o episódio "The Fortune Hunters" em 19 de maio de 2001. Perto do final da temporada, a exibição nos EUA se desviou da ordem de exibição original no Japão.
| # (série) | # (temporada) | Título no Japão Título nos Estados Unidos Título no Brasil |
| --------- | ------------- | --- |
| 119       | 01            | ワカバタウン！はじまりをつげるかぜのふくまち！ Wakaba Town! The Town Where Winds Telling of a Beginning Blow! Don't Touch That 'dile Com o Totodile Não se Brinca! |
| 120       | 02            | ルーキーのチコリータ！ The Rookie's Chicorita! The Double Trouble Header Um Desempate com Encrencas em Dobro!                                                      |
| 121       | 03            | げきとつ！ヘラクロスＶＳカイロス！！ Fierce Battle! Heracross VS Kailios!! A Sappy Ending Uma História Melosa!                                                     |
| 122       | 04            | ドンファンのたに！ The Valley of Donfan! Roll On, Pokémon! Pokémon na Trilha das Pedras!                                                                           |
| 123       | 05            | ホーホーとあやしいもり！ Hoho and the Mysterious Forest! Illusion Confusion! Confusão de Ilusões!                                                                  |
| 124       | 06            | キレイハナのバトルダンシング！ Kireihana's Battle Dancing! Flower Power O Poder Floral!                                                                            |
| 125       | 07            | イトマル！だいそうさせん！！ Itomaru! The Great Investigation!! Spinarak Attack O Caso do Aracnídeo Negro!                                                         |
| 126       | 08            | ブルーのかれいなせいかつ！？ Bulu's Magnificent Life!? Snubbull Snobbery Esnobando os Esnobes!                                                                     |
| 127       | 09            | オドシシ！まぼろしのもり！？ Odoshishi! Forest of Illusions!? The Little Big Horn O Pequeno Grande Chifre!                                                         |
| 128       | 10            | いじっぱりのチコリータ！！ The Stubborn Chicorita!! The Chikorita Rescue O Resgate de Chikorita!                                                                   |
| 129       | 11            | ヌオーとＧＳボール！？ Nuoh and the GS Ball!? Once in a Blue Moon Era Uma Vez um Luar Azul!                                                                        |
| 130       | 12            | レディバのふえ！ Rediba's Flute! The Whistle Stop O Apito da Parada!                                                                                               |
| 131       | 13            | ハピナスのハッピーナース！ Happinas the Happy Nurse! Ignorance is Blissey A Ignorância é uma Blissey!                                                              |
| 132       | 14            | だいピンチ！マダツボミのとう！ Big Crisis! Madatsubomi Tower! A Bout With Sprout Pequenos Brotos, Grandes Encrencas!                                               |
| 133       | 15            | キキョウジム！おおぞらのたたかい！！ Kikyō Gym! Sky Battle!! Fighting Flyer with Fire Ash Ganha a Insígnea Zephir!                                                 |
| 134       | 16            | なきむしマリル！ Crybaby Maril! For Crying Out Loud Essa é Pra Chorar!                                                                                             |
| 135       | 17            | ばくそう！オタチ＆トゲピー！！ Rampage! Otachi and Togepy!! Tanks a Lot! Um Tanque Fora de Controle!                                                               |
| 136       | 18            | リザードンのたに！またあうひまで！！ The Valley of Lizardon! Until We Meet Again!! Charizard's Burning Ambitions O Desejo Ardente de Charizard!                    |
| 137       | 19            | だいパニック！キマワリコンテスト！！ Big Panic! Kimawari Contest!! Grin to Win! Sorrir Pra Vencer!                                                                 |
| 138       | 20            | チコリータはごきげんななめ！？ Chicorita is in a Bad Mood!? Chikorita's Big Upset Chikorita, a Temperamental!                                                      |
| 139       | 21            | ハネッコはねた！だいそうげんのたたかい！！ Hanecco Hopped! Battle on the Prairie!! Foul Weather Friends Não Há Tempo Ruim!                                         |
| 140       | 22            | なぞのスーパーヒーロー！グライガーマンとうじょう！！ The Mysterious Superhero! Enter Gligerman!! The Superhero Secret O Segredo do Super-Herói!                    |
| 141       | 23            | メリープとまきばのしょうじょ Merriep and the Pasture Girl Mild 'n Wooly Mansos e Fofinhos!                                                                         |
| 142       | 24            | バトルしようぜ！ハッサムＶＳヘラクロス！！ Let's Battle! Hassam VS Heracros!! Wired for Battle! Mania de Batalha!                                                  |
| 143       | 25            | ヒノアラシ！ゲットだぜ！！ Hinoarashi! Catch It!! Good 'Quil Hunting A Temporada de Caça!                                                                          |
| 144       | 26            | ヒワダタウン！ヤドンのいど！！ Hiwada Town! Yadon Well!! A Shadow of a Drought A Ameaça de Uma Seca!                                                               |
| 145       | 27            | クヌギダマとボングリのみ！うらやまのたたかい！！ Kunugidama and the Bonguri Fruit! Backyard Battle!! Going Apricorn! Colhendo Poké-Bolas!                          |
| 146       | 28            | ヒワダジム！もりのバトルフィールド！！ Hiwada Gym! Forest Battlefield!! Gettin' The Bugs Out Exterminando Insetos!                                                 |
| 147       | 29            | ウバメのもり！カモネギをさがせ！！ Ubame Forest! Search for Kamonegi!! A Farfetch'd Tale Uma História Exagerada!                                                   |
| 148       | 30            | ソーナンスとポケモンこうかんかい！！ Sonansu and the Pokémon Swap Meet!! Tricks of the Trade Os Truques do Negócio!                                                |
| 149       | 31            | もえろゼニガメだん！ほのおのように！！ Burn, Zenigame Squad! Like a Fire!! The Fire-ing Squad! Os Soldados do Fogo!                                                |
| 150       | 32            | ウパーがいっぱい！ Lots of Upah! No Big Woop! As Aparências Enganam!                                                                                               |
| 151       | 33            | プリンＶＳブルー！ Purin VS Bulu! Tunnel Vision Males Que Vem Pra Bem!                                                                                             |
| 152       | 34            | ダークポケモン・デルビル Dark Pokémon - Delvil Hour of the Houndour A Hora do Houndour!                                                                            |
| 153       | 35            | ワニノコはだれのもの！？サトシＶＳカスミ！ Who Gets to Keep Waninoko!? Satoshi VS Kasumi! The Totodile Duel Duelando Pelo Totodile!                                |
| 154       | 36            | エアームドＶＳヒノアラシ！はがねのつばさ！！ Airmd VS Hinoarashi! Steel Wing!! Hot Matches! Batalhas Quentes!                                                      |
| 155       | 37            | おどれワニノコ！あいのステップを！！ Dance, Waninoko! Dance the Steps of Love!! Love, Totodile Style Amor ao Estilo Totodile!                                      |
| 156       | 38            | いろちがいのヨルノズク！ゲットだぜ！！ A Differently Colored Yorunozuku! Catch It!! Fowl Play! Cérebro de Ave!                                                     |
| 157       | 39            | リングマでドッキリ！！ Ringuma Shock!! Forest Grumps Trabalhando em Equipe!                                                                                        |
| 158       | 40            | キリンリキ！エスパーポケモンのむら！ Kirinriki! The Village of Esper Pokémon! The Psychic Sidekicks! Os Amigos Psíquicos!                                          |
| 159       | 41            | ポケモンうらない！？だいらんせん！ Pokémon Fortune-Telling!? Battle Royal! The Fortune Hunters Escrito nas Estrelas!                                               |

#### 4ª Temporada: Pokémon: Campeões da Liga Johto
Pokémon: Johto League Champions é a quarta temporada da série de anime Pokémon no Ocidente.
A temporada começou no Kids' WB! nos Estados Unidos em 18 de agosto de 2001, com o episódio "A Goldenrod Opportunity". A quarta temporada teve 52 episódios e terminou com o episódio "Machoke, Machoke Man" em 7 de setembro de 2002.
| # (série) | # (temporada) | Título no Japão Título nos Estados Unidos Título no Brasil |
| --------- | ------------- | --- |
| 160       | 01            | コガネジム！スピード＆パワー！？ Kogane Gym! Speed & Power!? A Goldenrod Opportunity Uma Oportunidade Dourada!                                                              |
| 161       | 02            | ミルタンク！リベンジバトル！！ Miltank! Revenge Battle!! A Dairy Tale Ending Tudo Claro Como o Leite!                                                                       |
| 162       | 03            | ラジオとうのたたかい！じくうをこえて！！ Battle at the Radio Tower! Surpass Spacetime!! Air Time! Nas Ondas do Rádio!                                                       |
| 163       | 04            | むしとりたいかい！しぜんこうえんでゲットだぜ！！ Bug Catching Tournament! Capture a Pokémon at the Nature Park!! The Bug Stops Here O Bicho Vai Pegar!                      |
| 164       | 05            | ウソッキーはどこにいる！？ Where is Usokkie!? Type Casting Madeira de Lei!                                                                                                  |
| 165       | 06            | こだいポケモンパーク！アルフのいせき！！ Ancient Pokémon Park! Ruins of Alph!! Fossil Fools O Parque dos Pokéssauros!                                                       |
| 166       | 07            | ポッポやのでんしょポッポ！ The Carrier Poppo of the Poppo Store! Carrying On! Mantendo a Tradição!                                                                          |
| 167       | 08            | ズバットのやかた！きけんなめいろ！！ Zubat's Mansion! A Dangerous Labyrinth!! Hassle in the Castle Confusão no Castelo!                                                     |
| 168       | 09            | カポエラーＶＳフシギダネ！かくとうたいけつ！！ Kapoerer VS Fushigidane! Hand to Hand Showdown!! Two Hits and a Miss Uma Questão de Honra!                                   |
| 169       | 10            | ジャングルのさんびき！おんせんバトル！！ The Three of the Jungle! Battle in the Hot Springs!! A Hot Water Battle Pela Vereda Tropical!                                      |
| 170       | 11            | アズマオウ！フィッシングバトル！！ Azumao! Fishing Battle!! Hook, Line, and Stinker Anzol, Isca e Pescaria!                                                                 |
| 171       | 12            | さよならロコン！ポケモンビューティーコンテスト！！ Goodbye Rokon! Pokémon Beauty Contest!! Beauty and the Breeder A Beleza Põe a Mesa!                                      |
| 172       | 13            | ツボツボＶＳマダツボミ Tsubotsubo VS Madatsubomi A Better Pill to Swallow O Remédio Bombástico!                                                                             |
| 173       | 14            | ブラッキー！やみよのたたかい！！ Blacky! Battle During a Dark Night!! Power Play! O Jogo do Poder!                                                                          |
| 174       | 15            | レディアン！かぜのたにをこえて！！ Redian! Pass Through the Valley of the Wind!! Mountain Time A Montanha Tempestuosa!                                                      |
| 175       | 16            | ソーナンスのむら！？ Village of Sonans!? Wobbu-Palooza! O Festival dos Wobbuffets!                                                                                          |
| 176       | 17            | めざせメタモンマスター！イミテふたたび！！ Aim to Be a Metamon Master! Imite, Once Again!! Imitation Confrontation Confronto Entre Imitações!                               |
| 177       | 18            | ニャースとブルーとグランブル！？ Nyarth, Bulu and Granbulu!? The Trouble With Snubbull A Encrenca com Snubbull!                                                             |
| 178       | 19            | アリアドス！にんぽうバトル！！ Ariados! Battle of Ninja Arts!! Ariados, Amigos Ariados, Amigos!                                                                             |
| 179       | 20            | はばたけヤンヤンマ！あしたのそらへ！！ Flap, Yanyanma! Fly to Tomorrow's Sky!! Wings 'N' Things Asas à Vista!                                                               |
| 180       | 21            | ポポッコ！くさポケモンバトル！！ Popocco! Grass Pokémon Battle!! The Grass Route Onde a Grama é Mais Verde!                                                                 |
| 181       | 22            | ピカチュウとピチュー！ Pikachu and Pichu! The Apple Corp! Uma Horta de Amigos!                                                                                              |
| 182       | 23            | ヘルガーとトゲピー！ Hellgar and Togepy! Houndoom's Special Delivery Entrega Especial Houndoom!                                                                             |
| 183       | 24            | やけたとう！マツバとうじょう！！ The Burned Tower! Matsuba Appears!! A Ghost of a Chance Sem Nenhuma Chance!                                                                |
| 184       | 25            | エンジュジム！ゴーストバトル！！ Enjū Gym! Ghost Battle!! From Ghost to Ghost De Fantasma Pra Fantasma!                                                                     |
| 185       | 26            | イーブイ５しまい！おちゃかいでバトル！！ The Five Sisters of Eievui! Battle at the Tea Convention!! Trouble's Brewing Chá de Encrencas!                                     |
| 186       | 27            | ヤミカラス！うばわれたバッジ！！ Yamikarasu! The Stolen Badges!! All That Glitters! Tudo Que Reluz é Confusão!                                                              |
| 187       | 28            | テッポウオのそら！ Teppouo's Sky! The Light Fantastic Luzes Fantásticas! |
| 188       | 29            | ヒメグマのひみつ！ Himeguma's Secret! UnBEARable Insuportável! |
| 189       | 30            | こおったヒマナッツのなぞ！！ The Mystery of the Frozen Himanuts!! Moving Pictures Visita ao Vale do Sol!                                                                    |
| 190       | 31            | ここほれウリムー！おんせんをさがせ！！ Dig Here Urimoo! Search for the Hot Spring!! Spring Fever Febre da Primavera!                                                        |
| 191       | 32            | フリーザーＶＳプリン！ふぶきのなかで！！ Freezer VS Purin! In the Middle of a Snowstorm!! Freeze Frame A Foto Legendária!                                                   |
| 192       | 33            | ウインディとほのおのいし！ Windie and the Fire Stone! The Stolen Stones! As Pedras Roubadas!                                                                                |
| 193       | 34            | ノコッチはのこっちない！？ There Aren't Any Nokocchi Here!? The Dunsparce Deception Quem Espera Sempre Alcança!                                                             |
| 194       | 35            | ソーナンス！そうなんす？ Sonans! Is That So? The Wayward Wobbuffet O Rebelde Wobbuffet!                                                                                     |
| 195       | 36            | タケシたおれる！あぶないキャンプ！！ Takeshi Collapses! A Dangerous Camp!! Sick Daze Estou Dodói!                                                                           |
| 196       | 37            | オーダイルＶＳカメックス！すもうバトル！！ Ordile VS Kamex! Sumo Battle!! Ring Masters Gigantes do Ringue!                                                                  |
| 197       | 38            | ポケモンとはなせます！？ポケモンのことばポケモンのきもち！ You Can Speak with Pokémon!? The Words and Feelings of Pokémon! The Poké Spokesman O Poké-Intérprete!            |
| 198       | 39            | ゴルバットＶＳかめんのじょおうムサシ！いせきのたたかい！！ Golbat VS the Masked Queen Musashi! The Battle in the Ruins!! Control Freak! Fanáticos Pelo Controle!            |
| 199       | 40            | ドーブルのきせき！！あさひのなかでかがやいて！ The Miracle of Doble!! Shining in the Morning Sun! The Art of Pokémon A Arte dos Pokémon!                                    |
| 200       | 41            | ニドリーノニドリーナ！タケシのバラいろのひび！？ Nidorino and Nidorina! Takeshi's Rose Colored Days!? The Heartbreak of Brock O Inconsolável Brock!                         |
| 201       | 42            | さよならチコリータ！？でんきのラビリンス！ Goodbye Chicorita!? The Electric Labyrinth! Current Events Um Dia Eletrizante!                                                   |
| 202       | 43            | ベイリーフはどこへいった！？ハーブばたけでつかまえて！ Where Did Bayleaf Go!? Capture at the Herb Garden! Turning Over A New Bayleef Reconquistando Bayleef!                |
| 203       | 44            | ネイティうらない！みらいよちのしんぴ！！ Naty Fortune Teller! The Mystery of Telling the Future!! Doin' What Comes Natu-rally Tudo Chega Natu-Ralmente!                     |
| 204       | 45            | ポケモンききゅうだいレース！あらしをこえて！！ The Big Pokémon Balloon Race! Exceed the Storm!! The Big Balloon Blow-Up Um Dia de Balonista!                                |
| 205       | 46            | ムチュールにもうむちゅう！！スーパースターはポケモンがおすき？ Muchul is Daydreaming!! Do Superstars Like Pokémon? The Screen Actor's Guilt Um Beijo Doce Demais!           |
| 206       | 47            | なみのりサイドンをおえ！？みずうみのたたかい！ Follow the Surfing Saidon!? The Battle at the Lake! Right On, Rhydon! A Procura de Rhydon!                                   |
| 207       | 48            | カクレオンはどこにいる！？みえないポケモンにだいこんらん！ Where's Kakureon!? Huge Chaos Created By the Invisible Pokémon! The Kecleon Caper Cadê os Kecleons?!             |
| 208       | 49            | みずポケモンぎらいのジョーイさん！？カスミのいかり！ The Nurse Joy Who Hates Water Pokémon!? Kasumi's Anger! The Joy of Water Pokémon A Enfermeira Joy dos Pokémon de Água! |
| 209       | 50            | せいぼミルタンク！さばくのひみつ！ Mother Miltank! The Desert's Secret! Got Miltank? A Miltank!                                                                             |
| 210       | 51            | かがやきのとうだい！アサギシティのたたかい！！ Radiance Lighthouse! Battle at Asagi City!! Fight for the Light! Um Farol Sem Igual!                                         |
| 211       | 52            | タンバジム！まっこうしょうぶかくとうたいけつ！！ Tanba Gym! Wrestling Match!! Machoke, Machoke Man! A Grande Batalha!                                                       |

#### 5ª Temporada: Pokémon: Master Quest
Pokémon: Master Quest é a quinta temporada da série de anime Pokémon e a temporada final da Série Original no Ocidente.
A temporada começou no Kids' WB! nos Estados Unidos em 14 de setembro de 2002, com o episódio "Around the Whirlpool". A quinta temporada teve 65 episódios e terminou com o episódio "Hoenn Alone!" em 25 de outubro de 2003.
| # (série) | # (temporada) | Título no Japão Título nos Estados Unidos Título no Brasil |
| --------- | ------------- | --- |
| 212       | 01            | うずまきれっとう！あらたなるちょうせん！！ A Chain of Whirlpool Islands! A Renewed Challenge!! Around the Whirlpool Enrolados nos Redemoinhos!                          |
| 213       | 02            | ポッポとデカポッポ！まだみぬそらへ！！ Poppo and the Enormous Poppo! Towards the As Yet Unseen Sky!! Fly Me to the Moon Voando Até a Lua!                               |
| 214       | 03            | たびだてうみへ！チョンチーぎょうれつ！！ Set Out to the Sea! Line of Chonchie!! Takin' It on the Chinchou Uma Parada Eletrizante!                                       |
| 215       | 04            | サニーゴでアミーゴ！おうがんとうのたいけつ！！ Sunnygo the Amigo! Showdown on Ōgan Isle!! A Corsola Caper! O Corsola Selvagem!                                          |
| 216       | 05            | マンタインとちんぼつせん！！なぞのポケモンのひみつ！ Mantain and the Sunken Ship!! The Secret of the Mysterious Pokémon! Mantine Overboard! Mantine ao Mar!             |
| 217       | 06            | オクタンとテッポウオ！うずまきカップよせん！！ Okutank and Teppouo! Whirlpool Cup Preliminaries!! Octillery The Outcast O Octillery Solitário!                          |
| 218       | 07            | うずまきカップ！みずのコロシアムでだいバトル！！ Whirlpool Cup! A Big Battle in the Water Colosseum!! Dueling Heroes Duelo Entre Heróis!                                |
| 219       | 08            | サトシVSカスミ！うずまきカップさいごのたたかい！！ Satoshi VS Kasumi! The Final Battle in the Whirlpool Cup!! The Perfect Match! A Partida Perfeita!                    |
| 220       | 09            | ディグダのむらをまもれ！おとしあなだいさくせん！？ Protect the Digda Village! The Big Pitfall Strategy!? Plant It Now... Diglett Later Diglett, o Buraqueiro!           |
| 221       | 10            | ぎんいろのはねのでんせつ！ぎんがんとうのたたかい！！ The Legend of Silver Wings! Battle at Gingan Isle!! Hi Ho Silver... Away! Uma Ilha Muito Brilhante!                |
| 222       | 11            | なぞのポケモンＸ！！ Mysterious Pokémon X!! The Mystery is History O Mistério Já Era!                                                                                   |
| 223       | 12            | とらわれのルギア！ Captive Lugia A Parent Trapped! Uma Armadilha Pro Papai!                                                                                             |
| 224       | 13            | ルギアとのやくそく！ The Promise with Lugia! A Promise is a Promise Promessa é Divida!                                                                                  |
| 225       | 14            | とべホーホーごう！アサギをめざし！！ Fly Flight Hoho! Head for Asagi!! Throwing in the Noctowl Asas ao Vento!                                                           |
| 226       | 15            | アサギジム！ＶＳハガネール！！ Asagi Gym! VS Haganeil!! Nerves of Steelix! A Força de Steelix!                                                                          |
| 227       | 16            | さよならフシギダネ！オーキドていのぼうけん！！ Farewell Fushigidane! Adventure at Dr. Okido's!! Bulbasaur... the Ambassador! Bulbassaur... o Embaixador!                |
| 228       | 17            | エーフィとサクラ！エンジュシティふたたび！！ Eifie and Sakura! Enju City Once Again!! Espeon, Not Included Cadê o Espeon?!                                              |
| 229       | 18            | スイクンとミナキ！ホウオウのでんせつ！！ Suicune and Minaki! The Legend of Houou!! For Ho-Oh the Bells Toll! Que Toquem os Sinos!                                       |
| 230       | 19            | ポケモンライドでつっぱしれ！！ Run Quickly Along the Pokémon Ride!! Extreme Pokémon! Pokémon ao Extremo!                                                                |
| 231       | 20            | めいたんていジュンサー！きえたタマゴのなぞ！！ Famous Detective Junsar! The Mystery of the Egg that Disappeared!! An EGG-sighting Adventure! Oventura a Vista!          |
| 232       | 21            | タマゴ、かえる Egg, Hatch Hatching a Plan Criando um Plano! |
| 233       | 22            | ロケットだんとデリバード！ Rocket-dan and Delibird! Dues and Don'ts Quem Deve, Paga!                                                                                    |
| 234       | 23            | きりのなかのキュウコン！ The Kyukon in the Fog! Just Waiting On a Friend Esperando um Amigo!                                                                            |
| 235       | 24            | バルキーとからておうノブヒコ！ Balkie and the Karate King Nobuhiko! A Tyrogue Full of Trouble Um Tyrogue Cheio de Problemas!                                            |
| 236       | 25            | ネイティオのだいよげん！ Natio's Big Prediction! Xatu the Future Xatu, o Vidente!                                                                                       |
| 237       | 26            | ワタルとあかいギャラドス！ Wataru and the Red Gyarados! Talkin' 'Bout an Evolution Evolução, Eis a Questão!                                                             |
| 238       | 27            | あかいギャラドスのいかり！ Red Gyarados's Anger! Rage of Innocence A Fúria da Inocência!                                                                                |
| 239       | 28            | イノムーとふゆのヤナギ！ Inomoo and Yanagi of the Winter! As Cold as Pryce Tão Frio Quanto o Gelo!                                                                      |
| 240       | 29            | チョウジジム！こおりのたたかい！ Chōji Gym! Ice Battle! Nice Pryce, Baby! O Pryce é Legal, Pessoal!                                                                     |
| 241       | 30            | キレイハナとラフレシア！そうげんのへいわ！ Kireihana and Ruffresia! Peace in Meadow! Whichever Way the Wind Blows Onde Quer Que o Vento Sopre!                          |
| 242       | 31            | マグカルゴ！あついこころでゲットだぜ！！ Magcargot! Getting the Hot Heart!! Some Like it Hot Quanto Mais Quente Melhor!                                                 |
| 243       | 32            | ポケモンまほうでだいへんしん！？ A Huge Transformation with Pokémon Magic!? Hocus Pokémon Uma Bruxa das Arábias!                                                        |
| 244       | 33            | サンダーとクリスタル！みずうみのひみつ！ Thunder and the Crystal! Secret of the Lake! As Clear as Crystal Tão Claro Quanto um Cristal!                                  |
| 245       | 34            | ふたごのププリンＶＳプリン！うたうポケモンコンサート！ Pupurin Twins VS Purin! Singing Pokémon Concert! Same Old Song and Dance Vamos Cantar, Pessoal!                  |
| 246       | 35            | ヤドンのさとり！サトシのさとり！ Yadon's Comprehension! Satoshi's Comprehension! Enlighten Up! Iluminem Tudo!                                                           |
| 247       | 36            | にせオーキド！？ポケモンせんりゅうたいけつ！！ False Okido!? Pokémon Senryū Confrontation!! Will the Real Oak Please Stand Up? Quem é o Verdadeiro Professor Carvalho?! |
| 248       | 37            | ピィとピッピとながれぼし！ Py and Pippy and the Shooting Star! Wish Upon a Star Shape Um Desejo Sob as Estrelas!                                                        |
| 249       | 38            | ニョロゾのしんか！ Nyorozo's Evolution! Outrageous Fortunes Fortunas Ultrajantes!                                                                                       |
| 250       | 39            | バトルパーク！ＶＳカメックス・リザードン・フシギバナ！ Battle Park! VS Kamex - Lizardon - Fushigibana! One Trick Phony! Um Truque Falso!                                |
| 251       | 40            | ニョロトノのチアリーディング！ Nyorotono's Cheerleading! I Politoed Ya So! Eu, Politoed, Sim Senhor!                                                                    |
| 252       | 41            | こおりのどうくつ！ The Ice Cave! |
| 253       | 42            | イブキとミニリュウ！ Ibuki and Miniryu! Beauty is Skin Deep A Beleza Está Além da Pele!                                                                                 |
| 254       | 43            | フスベジムのりゅうのきば！ Fusube Gym's Dragon's Fang! Fangs for Nothin' Presas à Solta!                                                                                |
| 255       | 44            | カイリュー！げきりんはつどう！ Kairyu! Activate Imperial Rage! Great Bowls of Fire! Cuspindo Fogo Adoidado!                                                             |
| 256       | 45            | フスベジム！さいごのバッジ！！ Fusube Gym! The Final Badge!! Better Eight Than Never Melhor Oito Que Nenhum!                                                            |
| 257       | 46            | ソーナノ！？ジムバッジとソーナンス！！ Sohnano!? Gym Badges and Sonans!! Why? Wynaut! A Grande Roubada!                                                                 |
| 258       | 47            | リュウグウジム！みずのなかでバトルだぜ！ Ryūgū Gym! Battle in the Water! Just Add Water Batalha Sub-Aquática!                                                           |
| 259       | 48            | ラプラスのうた！ Laplace's Song! Lapras of Luxury O Lapras de Luxo! |
| 260       | 49            | タマゴをまもれ！あらしのなかでうまれたいのち！ Protecting the Egg! The Life Born in a Storm! Hatch Me If You Can Pegue-me se Puder!                                     |
| 261       | 50            | エンテイとおんせんのなかまたち！ Entei and Friends of the Hot Spring! Entei at Your Own Risk Entei, Eu Quero Você!                                                      |
| 262       | 51            | ヤドキング！おうじゃのしるし！ Yadoking! King's Symbol! A Crowning Achievement A Coroação!                                                                              |
| 263       | 52            | ナナコとエレキッド！ Nanako and Elekid! Here's Lookin' at You, Elekid A Amizade de Elekid!                                                                              |
| 264       | 53            | ヨーギラスがんばる！ Yogiras Does Its Best! You're a Star, Larvitar! Você é um Astro, Larvitar!                                                                         |
| 265       | 54            | ふしぎのくにのアンノーン！ Unknown of the Country of Mystery! Address Unown! Quem é Esse Unown?!                                                                        |
| 266       | 55            | バンギラスとヨーギラス！ Bangiras and Yogiras! Mother of All Battles A Mãe de Todas as Batalhas!                                                                        |
| 267       | 56            | ニューラとせいなるほのお！ Nyula and the Sacred Flame! Pop Goes The Sneasel A Chama Que Nunca Se Apaga!                                                                 |
| 268       | 57            | シロガネリーグかいまく！シゲルふたたび！ Shirogane League Opening! Shigeru Again! A Claim to Flame! Uma Chama Para a Fama!                                              |
| 269       | 58            | よせんリーグ！マグマラシほのおのバトル！！ League Preliminaries! Battle of the Magmarashi Flame!! Love, Pokémon Style Amor ao Estilo Pokémon!                           |
| 270       | 59            | メガニウムＶＳフシギダネ！くさタイプのいじ！ Meganium VS Fushigidane! Spirit of the Grass Types! Tie One On! Essa dá Empate!                                            |
| 271       | 60            | けっしょうトーナメント！フルバトル６ＶＳ６！！ Tournament Finals! Full Battle 6 VS 6!! The Ties That Bind Os Empates Que Amarram!                                       |
| 272       | 61            | ライバルたいけつ！カメックスＶＳリザードン！！ Rival Confrontation! Kamex VS Lizardon!! Can't Beat the Heat! Não dá Para Vencer o Calor!                                |
| 273       | 62            | バシャーモふたたび！ハヅキとのたたかい！！ Bursyamo Returns! Battle Against Hazuki!! Playing with Fire! Brincando Com Fogo!                                             |
| 274       | 63            | フルバトルのはてに！それぞれのみち！！ To the End of the Full Battle! Each One's Way! Johto Photo Finish A Última Foto da Liga Johto!                                   |
| 275       | 64            | サヨナラ…そして、たびだち！ Goodbye...and Then, Setting Off! Gotta Catch Ya Later! A Gente se vê Depois!                                                                |
| 276       | 65            | ピカチュウとのわかれ…！ Parting with Pikachu...! Hoenn Alone! Sozinho em Hoenn!                                                                                         |

## Filmes
| #  | Título no Japão Título nos Estados Unidos Título no Brasil |
| -- | --- |
| 01 | ミュウツーの逆襲 Mewtwo's Counterattack Pokémon: The First Movie - Mewtwo Strikes Back Pokémon, o Filme: Mewtwo Contra-Ataca                                       |
| 02 | 幻のポケモン ルギア爆誕 Phantom Pokémon: Lugia's Explosive Birth Pokémon the Movie 2000: The Power of One Pokémon: O Poder de Um                                   |
| 03 | 結晶塔の帝王爆誕 Emperor of the Crystal Tower: Entei Pokémon 3: The Movie - Spell of the Unown: Entei Pokémon: O Feitiço dos Unowns                                |
| 04 | セレビィ時を超えた遭遇 Celebi: An Encounter Through Time Pokémon 4Ever - Celebi: The Voice of the Forest Pokémon 4: Viajantes do Tempo - Celibi, a Voz da Floresta |
| 05 | 水の都の護神 ラティアスとラティオス Guardian Gods of the City of Water: Latias and Latios Pokémon Heroes: Latios & Latias Heróis Pokémon - Latios e Latias         |